# Provincia de Logroño
Logroño fue una antigua provincia española, que recuperó el nombre  tradicional de La Rioja en 1980 y que se corresponde en la actualidad con la comunidad autónoma uniprovincial de La Rioja. En 1833 fue incluida en la región clasificatoria de Castilla la Vieja. Con la democracia actual, esta delimitación fue derogada por el nuevo Estado de las Autonomías que si bien mantuvo las provincias existentes, reorganizó las regiones en las nuevas comunidades autónomas que hoy tiene España.
Las provincias españolas –en el sentido político actual del término– surgen todas ellas durante las sucesivas divisiones territoriales del país realizadas en los años 1822 y finalmente en 1833. El objetivo que perseguía la institucionalización de la provincia de Logroño, era el de dotar de un marco administrativo provincial, de los que se estaban creando en la época, a una región que ya entonces y desde antiguo era conocida con el nombre de La Rioja y sus habitantes riojanos.
Las primeras referencias escritas en las que se da constancia de la existencia de un territorio llamado La Rioja datan del siglo XI. Los límites que tendría este en el siglo XVIII, los conocemos gracias a la documentación de la época. Como por ejemplo al famoso libro publicado en 1701 y titulado Compendio historial de la provincia de la Rioja del fraile Mateo Anguiano Nieva, en el que apreciamos unos confines similares a los actuales, si bien entonces eran de algo mayor extensión.
Por razones de uniformidad nominal se optó por asignar a la mayoría de provincias los nombres de sus capitales, por lo cual a esta circunscripción se le dio el de Logroño, en lugar del tradicional de La Rioja. Sin embargo, esta denominación nunca se llegaría a perder, pues se conservaría durante todo el periodo, siendo utilizada por sus propios habitantes que continuaron denominandose riojanos. Así como siguieron llamando Rioja al conjunto del territorio provincial, diferenciandolo de la capital. Incluso instituciones y medios  de comunicación provinciales como diario La Rioja (1889) o el Instituto de Estudios Riojanos (1946) llevarían la denominación de La Rioja y no la de Logroño.
Con el fin de la dictadura franquista en 1975 y la llegada a España de la democracia, surgen voces reivindicando que la provincia se llame por su nombre histórico de La Rioja. De manera que esta denominación sería recuperada en el año 1980 con un estudio histórico y dictamen favorable de la Real Academia de la Historia entre otras instituciones.

## Historia

### Orígenes y creación
Los antecedentes de la formación de esta provincia son muy diversos y de muy distinta naturaleza. No obstante, algunos de ellos se pueden rastrear desde fechas muy anteriores a su origen. Así por ejemplo, diversos autores se habían venido esforzando desde siglos previos, en plasmar por escrito en variados documentos y con muy distintos objetivos la geografía de La Rioja. Una región esta, cuyas primeras referencias documentales a su existencia se remontan al siglo XI. Conocidos son en este sentido el libro de carácter histórico-religioso titulado Compendio historial de la provincia de La Rioja elaborado en el año 1701 por el padre Mateo Anguiano o el mapa titulado Mapa de La Rioja dividida en Alta y Baja realizado por el cartógrafo Tomás López de Vargas en 1769. Si bien este último presentaba multitud de errores, especialmente en lo que respecta a La Rioja Baja. Por otra parte cabe mencionar asimísmo como precedente, la fundación a finales del siglo XVIII de la Real Sociedad Económica de La Rioja, una sociedad de amigos del país de las creadas en el periodo de la ilustración y que aglutinaba los intereses de los aristócratas y grandes hacendados riojanos.

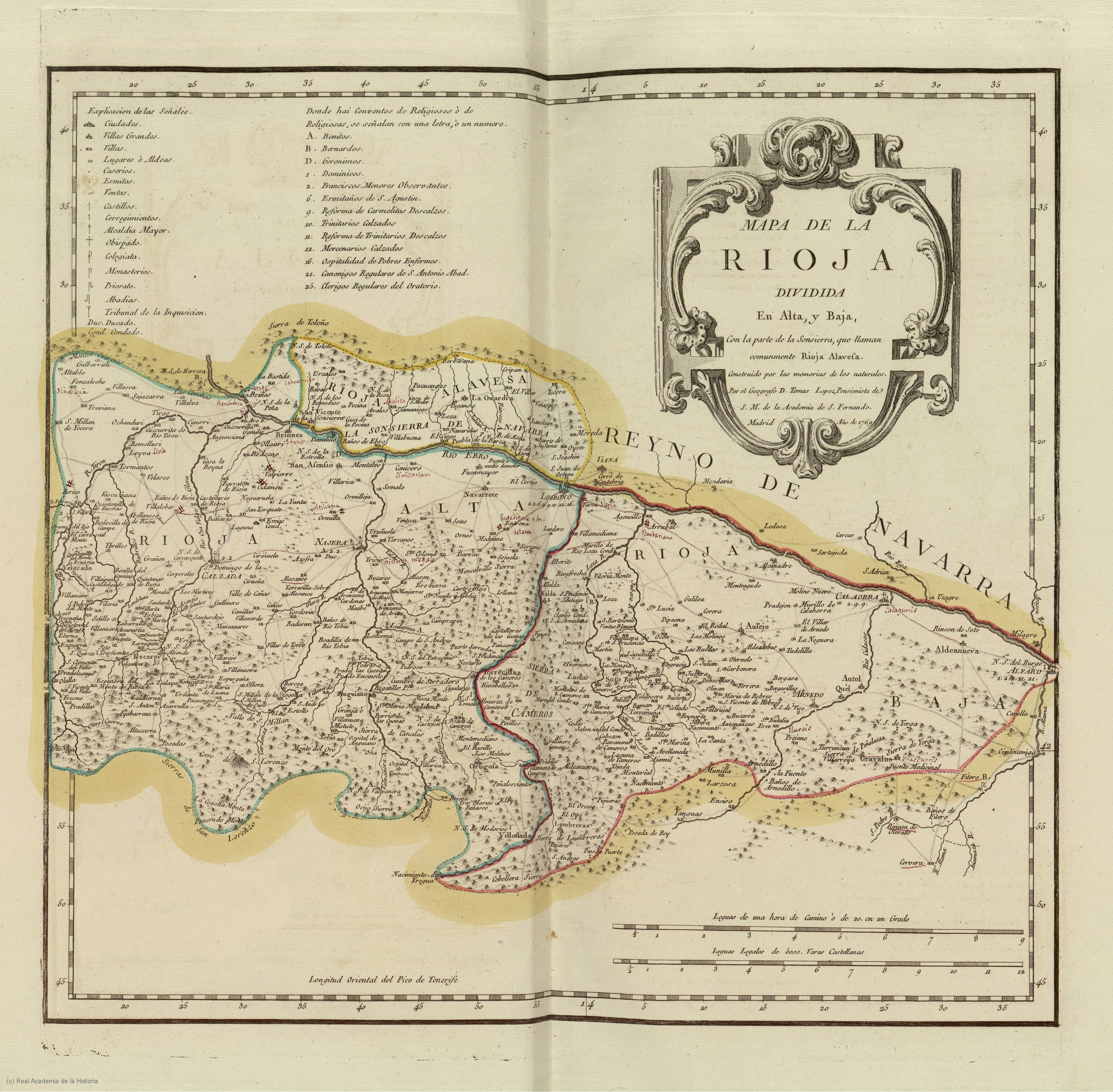
Mapa de La Rioja dividida en Alta y Baja, realizado por el geógrafo Tomás López en 1769. Este fue criticado por el ilustrado Juan Antonio Llorente y por Antonio Norberto Fernández de Navarrete al no haber incluido en el mismo a La Rioja en su totalidad, dejándose varios pueblos de la misma fuera, lo que pudo influir en los políticos a la hora de hacer la posterior división provincial. Hay que tener en cuenta los medios tan rudimentarios de entonces.

Tras el fin de la Guerra de Sucesión, en el año 1718 se planteó la necesidad de una mejor organización administrativa del Estado. Hasta entonces España era un país atomizado con antiguos reinos, señoríos y legislaciones locales, entre otras figuras. El sistema de Intendencias llevado a cabo entonces propició una nueva reestructuración administrativa, en la que La Rioja de aquella época, de mayor extensión que la actual, quedó esencialmente asignada a las intendencias de Soria y Burgos. Los riojanos interesados en la vida pública de esta época no admitían que su región, La Rioja, estuviera partida en trozos, ni aceptaban que en estas dos ciudades no riojanas se decidieran los asuntos de aquí.
Así pues, como consecuencia de la mencionada organización administrativa, a finales del siglo xviii comenzaron a oírse quejas y voces que reivindicaban, según sus propias palabras, «la reunificación de La Rioja», con la creación de una provincia para la misma. Estas eran especialmente provenientes de la Real Sociedad Económica de La Rioja, que fue una de las sociedades de amigos del país fundadas durante la ilustración, la Junta General de La Rioja formada por representantes de los municipios riojanos y por ilustrados riojanos de la época, como Martín Fernández de Navarrete. La mencionada real sociedad riojana elaboró en 1820 un documento titulado Exposición de las razones que la Sociedad Riojana presenta al Congreso Nacional en apoyo a la solicitud para que en la Rioja se forme una Provincia separada e independiente en donde se exponían los motivos para la formación de la provincia; dice así:
"Hecha la Rioja trozos y dividida entre tres provincias diferentes, era consiguiente verse privada de los medios necesarios para su fomento y prosperidad (…) desde que las intendencias se crearon, nada se ha providenciado para el fomento de este fértil país, y ha estado abandonado á sus propias fuerzas, que como divididas también en tres trozos, no han podido tener la necesaria energía para promover su riqueza (…) los pueblos del suelo riojano injustamente segregados de su natural metrópoli, para reunirlos confusa y desacordadamente á las provincias de Burgos, Álava y Soria, son acreedores á recuperar su independencia, y formar una pequeña república, dividida por los límites que conocieron sus antiguos moradores de la tierra".
Asimismo, además de la sociedad riojana de amigos del país hubo otras dos asociaciones que también participaron de estas reivindicaciones de reunificación riojana. La primera era rupturista y opuesta a la política conservadora de Fernando VII, además defendía los principios de la constitución de 1812, trabajó mucho por La Rioja creando el Movimiento Municipalista. La segunda era continuista y colaboracionista con el régimen absolutista del monarca, tenía el nombre de Sociedad Patriótica Riojana.

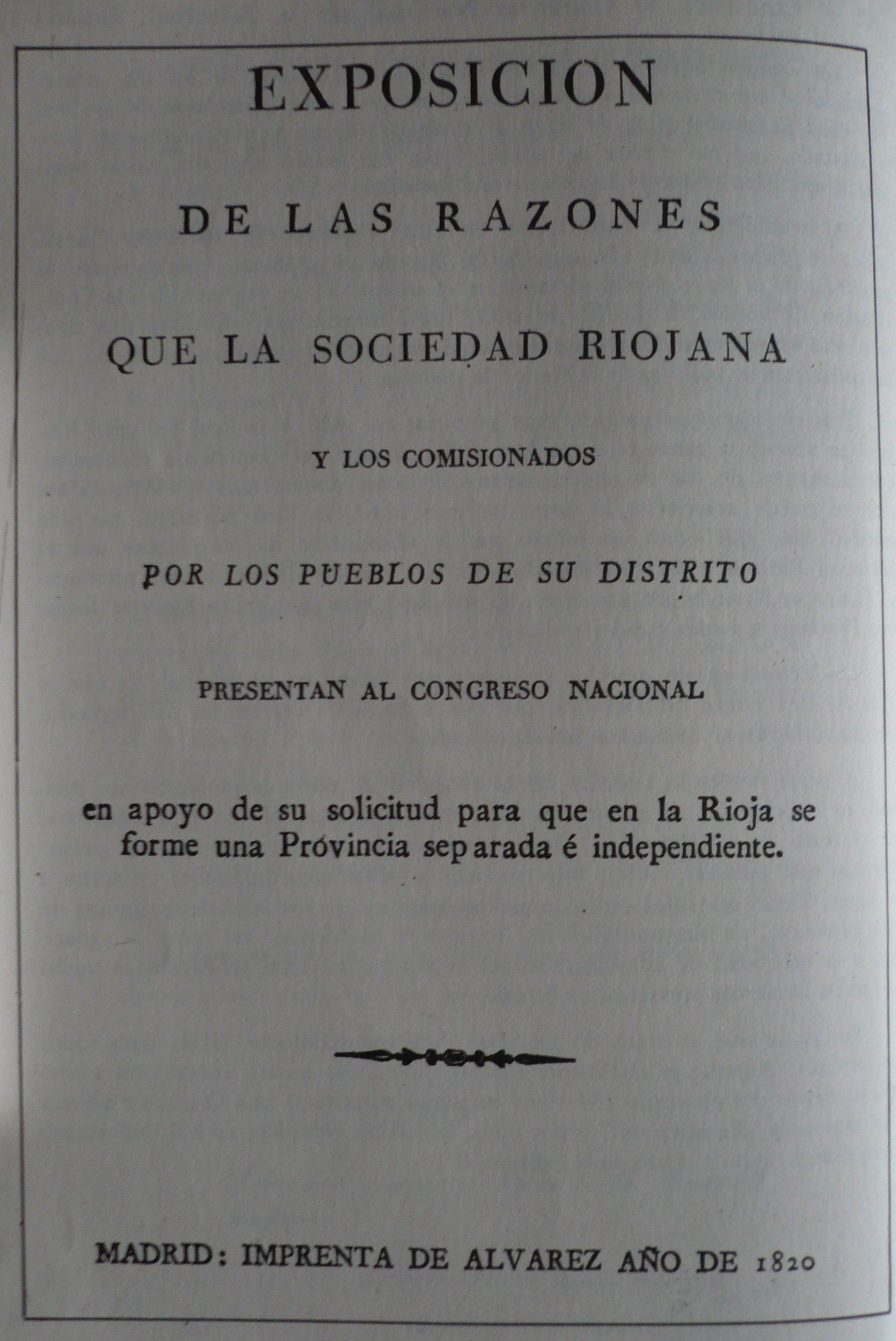
Portada original del documento enviado por la Real Sociedad Económica de La Rioja al congreso nacional solicitando que a La Rioja se la dotara de una administración provincial propia. (año 1820)

En 1821 fueron propuestos por parte del ilustrado y director de la Real Academia de la Historia Martín Fernández de Navarrete una serie de argumentos geográficos, étnicos, económicos e históricos para la llamada «reunificación territorial de La Rioja» , en su misiva de 66 folios titulada Carta de un riojano a un Señor Diputado en Cortes, donde el autor plasmó además alteridades con otras demarcaciones. Está escrita bajo el seudónimo de "Justo Patricio de España", pero por su claridad, erudición y lo bien argumentada que está en cuanto a historia se refiere sabemos que Don Martín fue su autor casi sin ninguna duda
En 1813, Don Antonio Norberto Fernadez de Navarrete, hermano del ilustre  Don Martín, escribió un discurso solicitando la reunificación de La Rioja en una sola provincia titulado: Discurso sobre la necesidad, utilidad y ventajas que resultarían a la Rioja y al Estado, en su erección a Provincia Política de la Monarquía, e independiente de las demás. Para ello propone una serie de argumentos, desde geográficos a históricos. Asimismo, critica el mapa de La Rioja de Tomás López por haber dejado fuera del mismo varios pueblos riojanos y por tanto ser de menor extensión que lo que abarca La Rioja realmente. Una de las frases del mismo es:
“Un riojano de la provincia de Álava, de la de Soria y de la de Burgos se parecen entre sí por todas sus circunstancias como un huevo a otro huevo. Pero un soriano, un burgalés y un alavés se parecen a un riojano como un escandinavo a un andaluz…." 
Otro de los ilustrados riojanos que participaron activamente en las reivindicaciones provincialistas riojanas fue Juan Antonio Llorente, uno de los grandes conocedores de la historia íntima de La Rioja y un gran luchador por la provincia riojana.

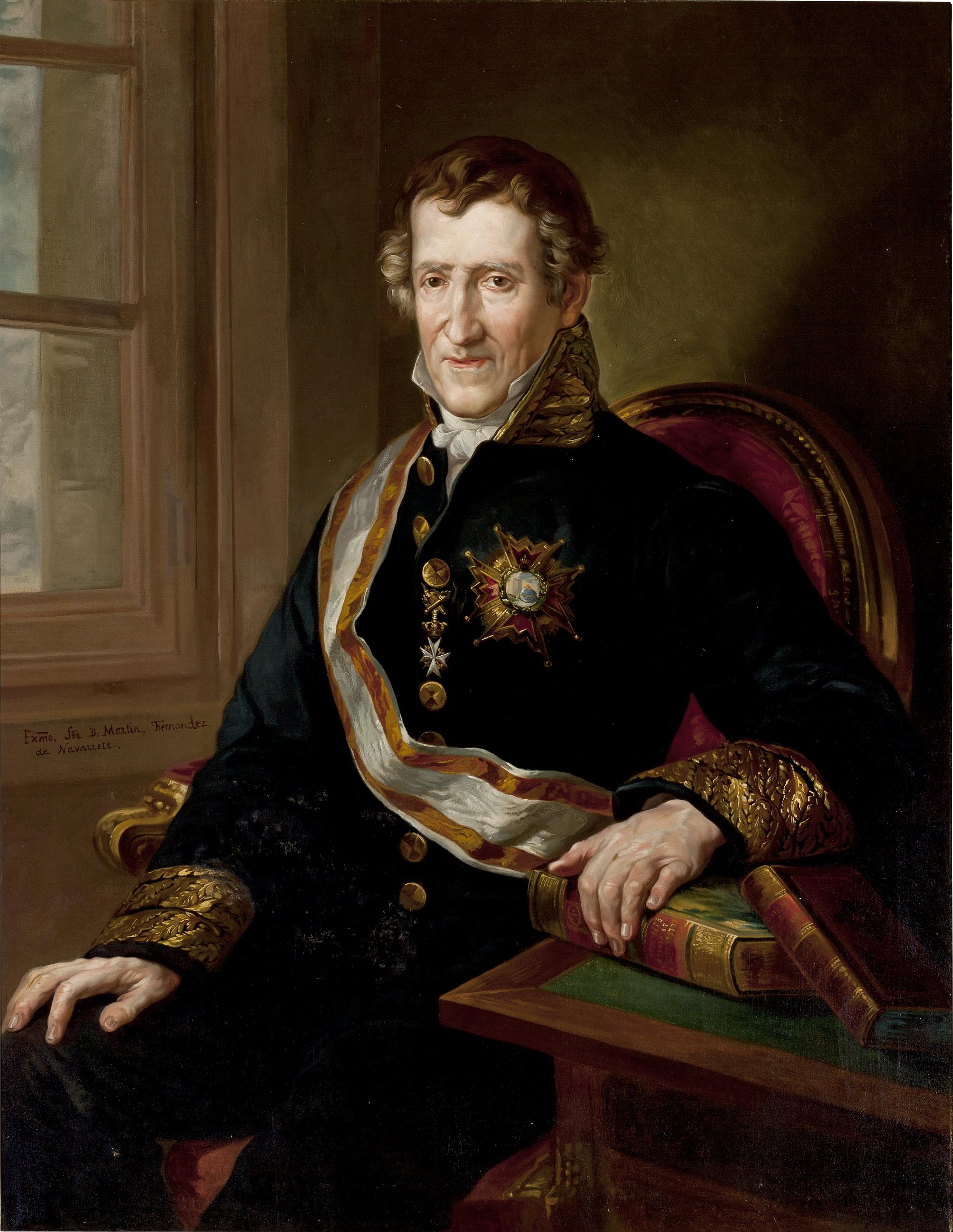
Martín Fernández de Navarrete (Abalos, La Rioja 1765- Madrid 1844). Ilustrado, director de la Real Academia de la Historia, bibliotecario de la Real Academia Española y marino. Fue uno de los provincialistas riojanos más destacados de todo este periodo junto con Juan Antonio Llorente, Manuel García Herreros y otros. Nacido en el seno de una noble familia riojana, aunque vivió la mayor parte de su vida adulta en Madrid nunca olvidó su tierra de origen, La Rioja. Hizo uso de su influencia política en la capital en favor de su tierra de nacimiento.

Durante la guerra de la Independencia española las demandas de los riojanos serían fructíferas.  Por la real orden del 14 de diciembre de 1809 se formó la Junta de defensa de La Rioja, la cual era un territorio político prácticamente autónomo y que además agrupaba a todas las partidas de guerrillas existentes en la región bajo un mismo mando, teniendo su capital en Soto en Cameros. Así pues los riojanos habrían conseguido al fin la tan anhelada reunificación. Sin embargo la junta fue disuelta por las cortes el 6 de diciembre de 1811, volviendo a la situación anterior. Las reacciones de los riojanos a este suceso no se hicieron esperar y el 8 de diciembre de 1812 se reunieron en el Cuartel General del Comandante General de la Provincia de Rioja situado en la villa riojana de Santa Coloma, representantes de 59 municipios riojanos para solicitar a las cortes de España una nueva demanda de creación de una provincia de La Rioja. Se enviaron dos representantes a las cortes de Cádiz con la explícita solititud de: «La provincia de La Rioja pide que se cree la provincia de La Rioja». Asimismo se eligieron 4 diputados, dos por La Rioja Alta y otros dos por la Baja. Este acontecimiento se denomina en la historiografía como Convención de Santa Coloma, siendo uno de los más importantes de todo este periodo. El desplazamiento tendría lugar en diligencia, sorteando los avatares de la guerra, a los dos meses consiguieron llegar a su destino y entregar la solicitud de creación de una provincia de La Rioja. La constitución de Cádiz de 1812 ya tenía previsto modificar la problemática distribución provincial que existía entonces, pero además también se tuvieron en cuenta las reivindicaciones identitarias del provincialismo riojano. Así pues en 1813 la regencia encarga un informe a Felipe Bauzá para realizar una distribución provincial más acorde en la que divide España en 44 provincias, aunque finalmente el consejo de estado detiene el proyecto, por entre otras razones como dice el acta original: «la insatisfacción de algunos activos provincialismos, particularmente el riojano».
En 1820 se produce una nueva reunión en Logroño a instancias del movimiento municipalista. Su objetivo era el mismo, solicitar la creación de una provincia para la región de La Rioja. En su manifiesto fechado el 25 de febrero de ese mismo año comienzan reclamando en sus propias palabras que: «Los Riojanos estén unidos en una sola familia» y continúan haciendo referencia a «Los daños gravísimos que nos ha causado una dependencia tan impolítica, como desbarrada», refiriéndose, naturalmente, a la desmembración de La Rioja entre Soria y Burgos. Además convocan una asamblea de pueblos riojanos  que se produce el 26 de junio de 1820 en la localidad de Torremontalbo, acudiendo esta vez representantes de la totalidad de los partidos de La Rioja a excepción de los de Villoslada de Cameros y Calahorra, cuya asistencia fue prohibida por el jefe político de Soria.

El 15 de octubre de 1821, las cortes españolas ante las reivindicaciones de reunificación riojana presentadas, decidieron constituir con las comarcas riojanas una provincia del Reino de España, que pasaría a denominarse provincia de La Rioja, aunque la medida quedó sin efecto por orden de Fernando VII. 

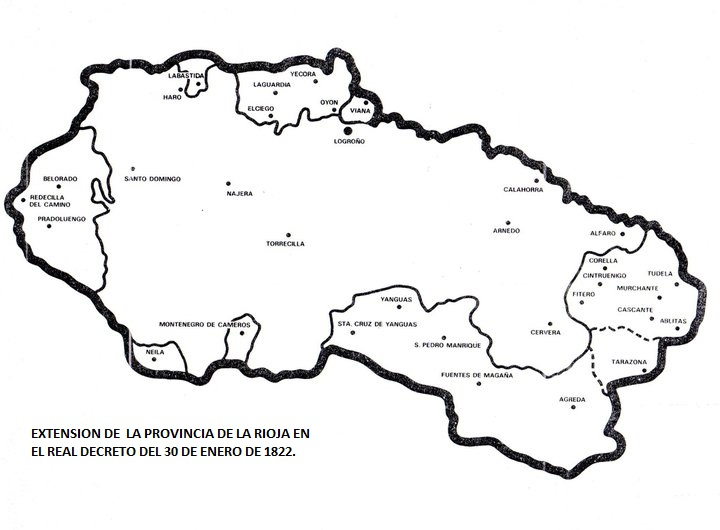
La provincia de La Rioja o "Provincia de La Rioxa" (respetando la grafía de la época). Así aparece en la propuesta de ley del 19 de junio de 1822, con los mismos límites y extensión que tenía la región riojana de entonces (sus límites fueron los que delimita la línea gruesa más externa de la imagen). Finalmente fue aprobada en el Real decreto del 27 de enero de 1822, aunque bajo la denominación de su capital, Logroño.

Sin embargo, las demandas riojanas serían satisfechas nuevamente pocos meses después, ya que como parte de la obra legislativa del Trienio Liberal fue dispuesto por decreto de 27 de enero de 1822 la división de España en 52 provincias que incluía una provincia para La Rioja, la cual recibiría el nombre de Provincia de Logroño  (aunque en la propuesta de ley se le llama Rioja ), otorgandosele unos límites superiores a los que luego pasaría a tener durante la segunda mitad del siglo XIX y XX. Así, fueron incluidas en la provincia logroñesa localidades de la denominada en la actualidad Riojilla Burgalesa (actualmente Provincia de Burgos), municipios del norte de la hoy Provincia de Soria, la práctica totalidad de la Rioja Alavesa, un tercio de la Comarca de Tudela, además de los municipios también navarros de Viana, Bargota y Aras. Estos límites provinciales coincidían prácticamente con los de la región, es decir, con los de La Rioja de entonces.  La provincia recibió esta vez como nombre oficial la denominación de Logroño en lugar del de Rioja debido al artículo 2.º del decreto de LIX de 1822 que obligaba a dar a la mayoría de las provincias el nombre de su capital. La decisión de que fuera obligatorio bautizar a cada circunscripción con el nombre de su capital fue tomada por las cortes como solución a una disputa entre las actuales provincias de Huesca, Zaragoza y Teruel. En un oficio de  la época llegado a Logroño desde Madrid, dando cuenta de la aprobación de la provincia puede leerse: «En la sesión de cortes celebrada este día se ha declarado a la Rioja por provincia independiente bajo la denominación de provincia de  Logroño y por capital a esta ciudad». El 21 de abril de 1822 toma posesión el primer jefe superior político de la provincia, Manuel Santiago de Calderón y Fontecha. Dirige su primer manifiesto a quienes llama «Honradisimos Riojanos» en el que se congratula de haberse logrado la reunificación riojana. La primera diputación provincial se constituye el 5 de mayo de ese mismo  año.
No obstante, dicha división provincial no llegó a mantenerse en el tiempo a causa de la reinstauración del Antiguo Régimen en España en 1823 tras la invasión de los Cien Mil Hijos de San Luis y la derogación de las reformas realizadas durante el trienio liberal. Posteriormente al producirse en 1833 la muerte de Fernando VII y la aprobación de la nueva división provincial liberal de 1833 obra de Javier de Burgos, una Real decreto del 30 de noviembre de 1833 restauró la provincia de Logroño pero con unos límites inferiores a los que había tenido durante el trienio libreral en la división de 1822 (sin la Riojilla Burgalesa, Montenegro de Cameros, las Tierras Altas de Soria, La Rioja Alavesa, la Comarca de Tudela y el distrito de Viana). Algunos riojanos que habían participado en las reivindicaciones anteriores con el fin de obtener una provincia para La Rioja como Martín Fernández de Navarrete, Pedro González Vallejo o Manuel García Herreros tenían en ese momento cargos políticos en las cortes de Madrid y desde ellos manejaron los hilos en pro de su tierra para volver a conseguir el objetivo de que La Rioja fuera provincia autónoma.

División provincial española de 1822 en el Alto Ebro (línea oscura continua) y división provincial de 1833 (línea clara de puntos).

Los provincialistas riojanos habían logrado finalmente sus objetivos tras un largo periplo iniciado en el siglo XVIII. Sin embargo, perdieron por el camino algunos territorios. Javier de Burgos, el ministro que realizó la división provincial española de 1833, situó una parte del territorio conocido entonces como riojano en otras demarcaciones provinciales. Es decir, Montenegro de Cameros, las Tierras Altas, La Riojilla, etc. , pasando a la historia de La Rioja como un personaje negativo. Tampoco se le dio su nombre secular de Rioja, como era natural, debido a la obligatoriedad de dar a cada provincia el nombre de su capital.  Por ello los provincialistas riojanos no se conformarían y reivindicarían los límites más extensos de 1822, produciéndose dos intentos infructuosos de recuperarlos. El primero el 14 de septiembre de 1836, en el que se publica una Real Orden por la que se vuelve a los límites de 1822, que posiblemente no llegaría a hacerse efectiva nunca. Fue emitida tras la formación de una junta directiva en Logroño en apoyo de los sargentos sublevados en La Granja. El segundo ocurre durante la regencia de Espartero, en el que un decreto suyo del 12 de octubre de 1841 restablece los límites provinciales de 1822 y que tampoco llegaría a ponerse en práctica.
En la división provincial de 1833 la provincia de Logroño fue incluida nominalmente entre las de Castilla La Vieja, una de las dos que componían la región histórica de Castilla, adscripción que no gustó a los riojanos y que ya en ese mismo siglo, el XIX, haría surgir un cierto movimiento "autonómico".

### Reivindicaciones para que fuese denominada La Rioja
La provincia de Logroño se iba a llamar obviamente La Rioja, su nombre verdadero, y así fue solicitado por los provincialistas riojanos. Pero ocurrió que en 1822 durante la división del territorio español en provincias llegó el momento de aprobar los nombres para cada circunscripción y la actual provincia de Zaragoza demandó denominarse Aragón, lo que suscitó un rechazo en las actuales provincias de Huesca y Teruel por ser ellas también aragonesas. Así pues, para solucionar el problema se acordó que todas las provincias excepto unas pocas llevaran el nombre de su capital y La Rioja se quedó con la denominación de la suya, Logroño. Sin embargo el nombre de Rioja nunca se llegó a perder,  sus habitantes se denominaban riojanos, no logroñeses y llamaban al territorio Rioja, aunque dicho nombre careciera de oficialidad. Incluso las organizaciones y medios de comunicación provinciales creados a partir de 1833 llevarían la denominación de La Rioja o su gentilicio, no la de Logroño; como el diario La Rioja, el Instituto de Estudios Riojanos o el Ateneo Riojano. Además habría a lo largo de la historia varias reivindicaciones con el propósito de lograr la oficialidad de este nombre, que por otra parte en ningún momento se dejaría de utilizar. 
Todas las demandas realizadas con anterioridad a la Transición española  se vieron frustradas por el momento político vivido en la época. Habría que esperar a la llegada de esta para que los nuevos aires democráticos permitieran al fin recuperar su nombre tradicional de La Rioja.

###### 1.Reivindicaciones  realizadas con anterioridad a la Transición española

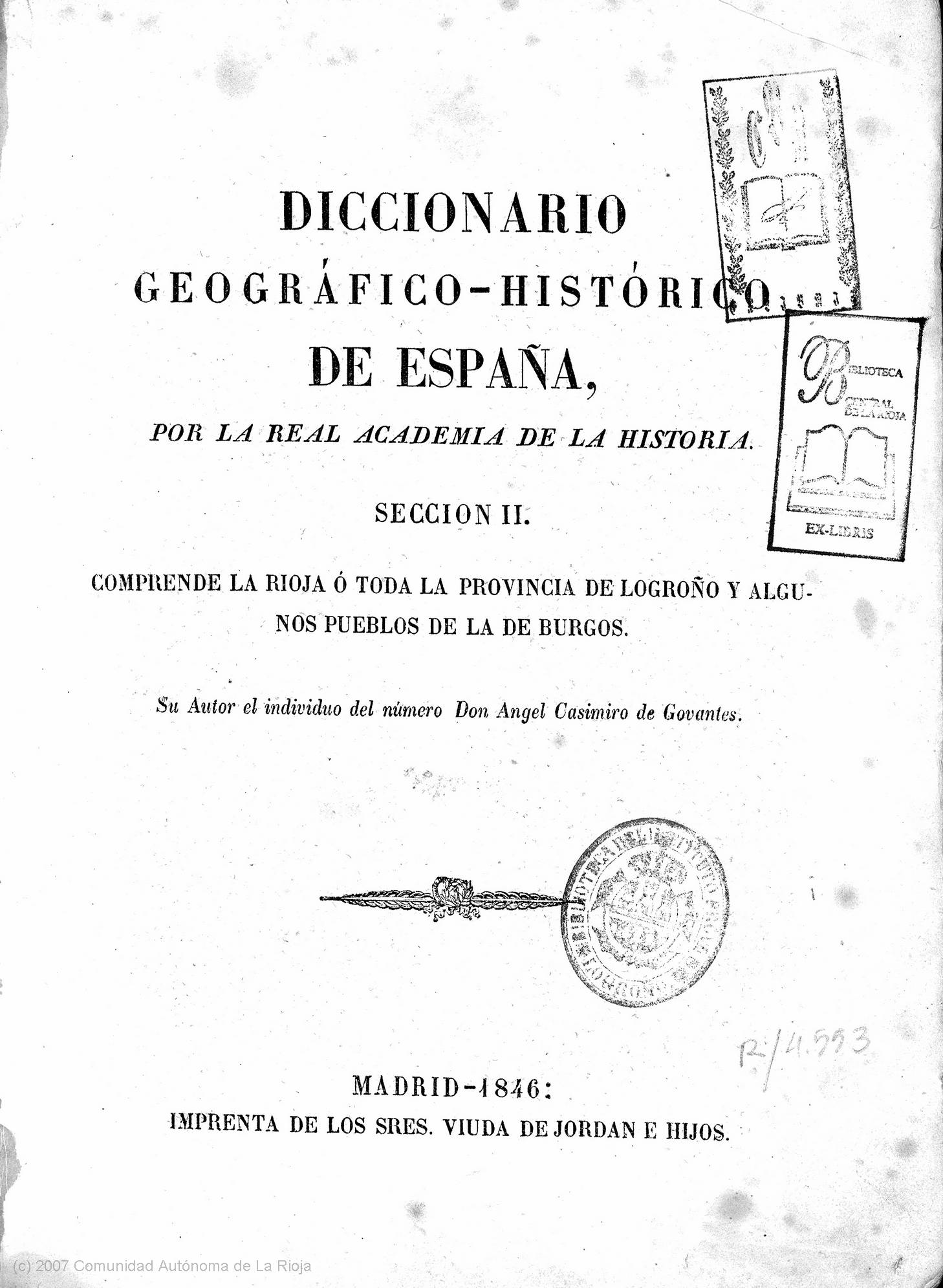
Diccionario geográfico-histórico de España. Sección II, Comprende La Rioja ó toda la provincia de Logroño (1846). Por Ángel Casimiro Govantes, académico de número de la Real Academia de la Historia. A pesar de que a la provincia se le diera la denominación de Logroño, dada la obligatoriedad legal de dar a cada una la denominación de su capital, el nombre de Rioja, su nombre verdadero, nunca se llegaría a perder.

En 1883 se aprobó la Constitución Republicana Federal del Estado Riojano. En ella, entre otras cosas, se proponía el cambio de nombre oficial de la provincia de Logroño por La Rioja. Al igual que las demás cartas magnas federalistas de la época, no llegó a ponerse en práctica. 
Asimísmo durante la priméra década del siglo XX se produjeron varias demandas con la pretensión de cambiar el nombre oficial de la provincia. Venían acompañadas de una reivindicación que solicitaba mayor grado de autogobierno para la región.
En 1929, al final de la dictadura de Primo de Rivera, Diego Ochagavía, entonces secretario de la Cámara Oficial de Comercio e Industria de Logroño y posteriormente cofundador del Instituto de Estudios Riojanos reivindicó el cambio en la denominación oficial de la provincia de Logroño por La Rioja. A la iniciativa se sumó la mayor parte de las fuerzas vivas de la región, incluidos la Diputación y los ayuntamientos más importantes.
El diputado Tomás Ortiz de Solórzano y Ortiz de la Puente funda en la ciudad de Haro el 28 de agosto de 1931 el partido católico Acción Riojana, posteriormente integrado en la CEDA. El también diputado de este grupo Ángeles Gil Albarellos reivindicó la denominación de La Rioja para la provincia en el Diario de La Rioja.
En 1967 el abogado Santiago Coello Cuadrado escribe dos artículos en el periódico Nueva Rioja reivindicando el nombre de La Rioja para la provincia, argumentando para ello razones históricas. Un fragmento de uno de los mismos dice así: «Un decreto de 1833 estableció con carácter provisional (lo provisional en España suele convertirse en definitivo) la actual división administrativa en provincias, eliminando de la toponimia oficial española, que no de la real, nuestro legítimo nombre regional [el de Rioja], para otorgarnos uno adoptivo que, circunscrito hasta entonces para designar a nuestra querida ciudad de Logroño, rebautizó con el de esta a toda la provincia (...) nuestra provincia debe tener su nombre, el suyo, el legítimo, el de Rioja».
El Partido Carlista celebró el 15 de diciembre  del año 1968  una concentración de carácter nacional en el monasterio de Valvanera, lugar donde se venera a la virgen de Valvanera, patrona de La Rioja.  A la misma asistieron representantes del carlismo de toda España, así como el propio Don Javier de Borbón Parma y sus hijos. En ella los asistentes reivindicaron  el nombre de La Rioja, además  Don Javier la  reconoció como región histórica, con sus hábitos, costumbres y tradiciones proponiendo para ella un jefe regional.
El 4 de agosto de 1971 José María Lope Toledo, director del periódico Nueva Rioja, escribe un artículo titulado «La Rioja. Una Lanza por la denominación» en el que se plantea: «¿Por qué nuestra provincia no se llama LA RIOJA, por su nombre auténtico, como se ha venido llamando secularmente?» El escrito expresa muy bien el pensamiento que existía en la provincia. Al mismo contestan  afirmativamente intelectuales e historiadores como  Merino Urrutia, Alfredo Gil del Río  y Luis Gato que reivindican el nombre histórico de la provincia, La Rioja.

###### 2.Reivindicaciones realizadas durante  la Transición española
Llegada la Transición española, los novedosos aires democráticos y planteamientos de reforma administrativa del Estado  posibilitan una nueva reivindicación para que la provincia deje de llamarse de Logroño y pase a denominarse por su nombre histórico de La Rioja. Esta demanda provendrá primero, al igual que la reivindicación de autonomía para  la región, de la propia sociedad civil de la provincia. Los políticos se mantendrán al margen en un primer momento, para después adherirse e intentar satisfacer las reclamaciones de la población riojana. Así pues, comenzaron a llegar a los dos periódicos regionales, los diarios Nueva Rioja y la Gaceta del Norte, cartas al director y artículos en los que se demandaba recuperar el nombre de La Rioja, denominación esta última que realmente nunca había dejado de utilizarse, e incluso en el año 1976 surgieron de la propia sociedad civil riojana dos asociaciones que iban a reivindicar tanto la autonomía como su nombre tradicional. Estas eran el Colectivo Riojano y Amigos de La Rioja.
En aquel momento y dentro de la polémica sobre la regionalización, mucha gente comienza a preguntarse «¿Cómo es posible que nuestra provincia no se llame La Rioja si todos la llamamos así?».  Jesús Victoriano escribió una carta al director del diario Nueva Rioja expresando ese pensamiento común, lo explicaba de la siguiente manera: «... para borrar su propia idiosincrasia [la de La Rioja] se borro oficialmente su nombre histórico y se creó un "Logroño"  que solo a los logroñeses representa... ojalá sea el Rey quien, en su deseosa visita a La Rioja, nos llamara e hiciera llamarnos por nuestro propio nombre:  RIOJANOS. Nos sentiríamos tan agradecidos como los catalanes y gallegos al hablarles en su propia lengua». Esta misiva generó multitud de respuestas, las cuales lamentaban la injusticia de habersele quitado a la región su nombre real, para  darle el de su capital en 1822 y 1833.

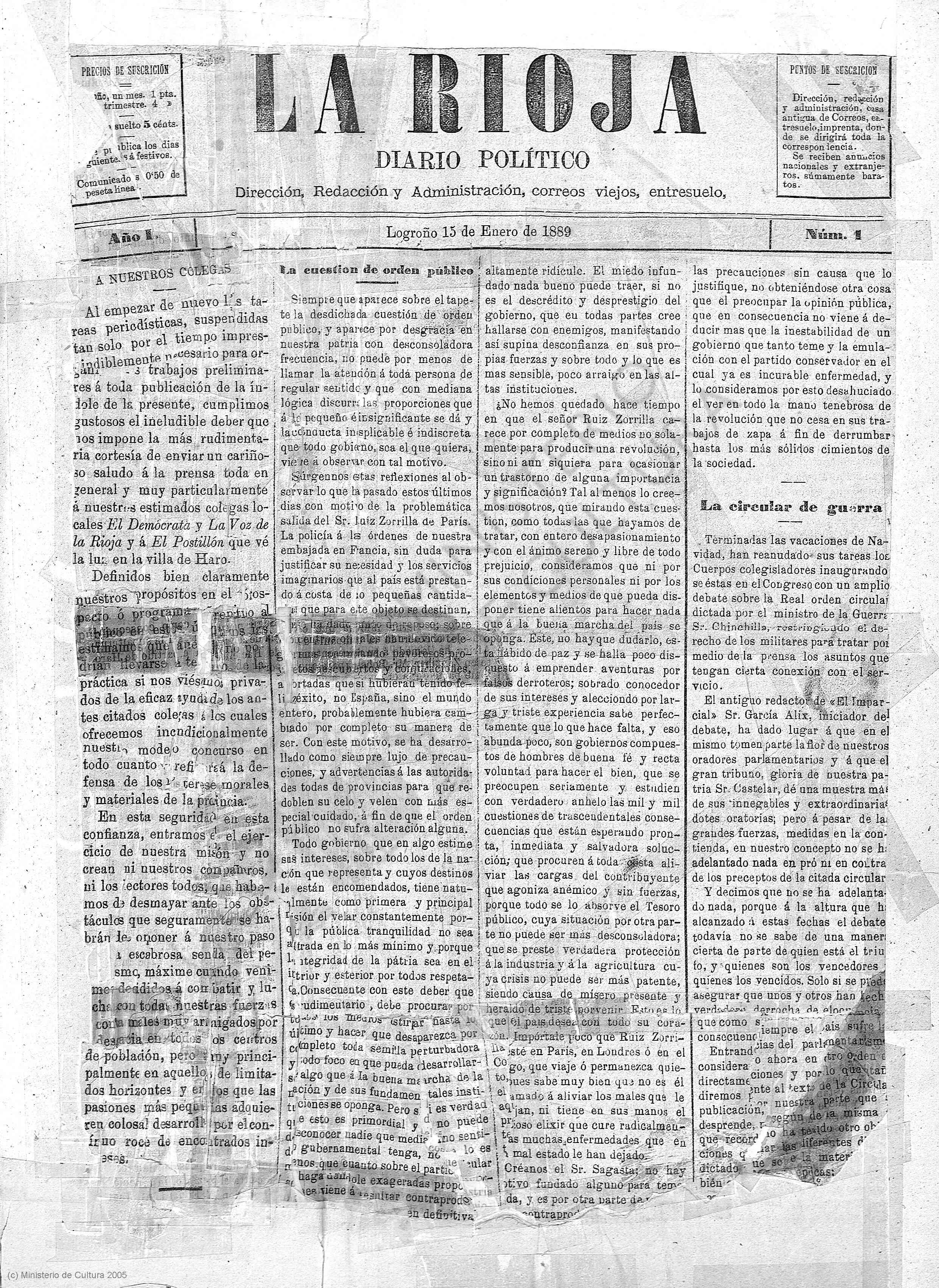
Primer número del periódico La Rioja, el cual fue fundado en 1889. Era el periódico decano de la provincia de Logroño. Al igual que otros medios de comunicación e instituciones provinciales llevaba el nombre histórico de la circunscripción en lugar del oficial. Con la llegada del franquismo los dos periódicos de la provincia Diario de La Rioja (1900) y La Rioja (1889) fueron nacionalizados y fusionados, dando lugar al periódico Nueva Rioja. Con la transición el noticiario recuperó su antiguo nombre, pasando a denominarse otra vez La Rioja.

En el verano de 1976 el mencionado periódico realizó una encuesta entre la población de la provincia planteando la pregunta «Se debe cambiar el nombre de la provincia. ¿Logroño o Rioja?». También preguntaba si los riojanos poseían una personalidad diferente a los vascos, aragoneses o castellanos .  La gran mayoría de las personas consultadas apostaban por el cambio de nombre, solo el entonces alcalde de Logroño se mostraba contrario. Asimismo, la práctica totalidad dijeron que La Rioja poseía una personalidad única y diferente a la de sus vecinos.
Poco a poco los políticos se van haciendo eco de las reivindicaciones del pueblo, el cual pretendía  recuperar el nombre de La Rioja y obtener su autonomía. Así pues, en el año 1977 el presidente de la diputación Julio Luis Fernández Sevilla  consultó a las asociaciones "Amigos de La Rioja" y al "Colectivo Riojano", además de al cronista oficial de la provincia. Posteriormente organizó una reunión con todos los parlamentarios y diputados provinciales que tuvo lugar finalmente el 14 de julio de ese mismo año. Tras un debate todos los políticos acordaron por unanimidad  y sin discusión dos puntos. El primero de ellos según sus propias palabras fue: «Una petición al gobierno para que esta tierra, de una vez,  se llame por su nombre histórico: Rioja, reservando la denominación de Logroño exclusivamente para la capital.» El segundo era trabajar para conseguir la autonomía.     El 22 de julio se celebró un pleno en el cual se acordó comenzar  los trámites para solicitar la modificación del nombre.
Iniciados los trámites para el cambio de nombre, se  requería  el informe y dictamen de cuatro instituciones. Estas son el Instituto de Estudios Riojanos, La Sociedad Geográfica, el Servicio Provincial de Inspección y Asesoramiento de Corporaciones Locales  y la Real Academia de la Historia. Llegado  el año 1978 el primero de ellos proviene  del Servicio Provincial de Inspección y Asesoramiento de Corporaciones Locales que da su visto bueno al cambio. También lo hace el Instituto de Estudios Riojanos, el cual tras un estudio histórico detallado concluye en estos términos: «Por lo anteriormente expuesto, el Instituto de Estudios Riojanos entiende que debe informar favorablemente el cambio, o mejor restitución, de la denominación de Provincia de Logroño por PROVINCIA DE LA RIOJA.» En su escrito recalcaban la palabra restitución. 
El 28 de marzo de 1978, el Colectivo Riojano modificó clandestinamente los letreros indicadores de entrada de la provincia, sustituyendo Logroño por La Rioja.
En noviembre de ese mismo año llega por fin el informe y dictamen de la Real Academia de la Historia, que concluye favorablemente al cambio del nombre de la provincia tras un estudio histórico que llega hasta la Edad Media. El académico Julio Caro Baroja, miembro de la institución, explica en una entrevista  el trabajo realizado de la siguiente manera: «El informe ha sido absolutamente afirmativo en cuanto a lo que se exponía (...) un nombre tan clásico como es el de Rioja para una región que esta reconocida desde el punto de vista lingüístico, histórico y desde otros muchos aspectos, tiene vía libre. No había objeción.»  El informe de la Sociedad Geográfica sin embargo quedó en tablas al solicitar la constitución de una comisión científica que nunca se formó.
Ante la lentitud del proceso para lograr la autonomía y la recuperación del nombre, las asociaciones "Amigos de La Rioja" y el "Colectivo Riojano" decidieron unir sus fuerzas y tomar la iniciativa. Para ello conformaron una nueva plataforma llamada "Coordinadora Pro-autonomía de La Rioja" a la cual se unieron además otras asociaciones provinciales, así como gran cantidad de personas ajenas a las dos asociaciones fundadoras. Tenían como objetivo realizar una campaña de recogida de firmas exigiendo tanto la autonomía para La Rioja como la recuperación de su nombre tradicional. Pretendían recoger la cantidad de 40000, un número bastante importante para la población que tenía entonces la provincia, logrando finalmente  la cifra mencionada. El 8 de octubre de 1978 organizaron el Día de La Rioja celebrado en Nájera, en el que en medio de actos festivos y reivindicativos tanto del nombre como de la autonomía se procedió a entregar las firmas a los parlamentarios allí prensentes.

### Tramitación y promulgación de la ley de cambio de nombre
En el primer semestre de 1977 comenzaron a darse los primeros trámites burocráticos para solicitar el cambio de nombre de la provincia. Para ello se abrió un Expediente en el que se integraba como parte fundamental el Informe realizado por el Instituto de Estudios Riojanos que justificaba históricamente la modificación. Tras completarse la documentación el 22 de julio de 1977, fue remitida al Gobierno Civil para que siguiera el conducto legal hacia el Ministerio del Interior. El cambio de nombre se fue convirtiendo en un tema de máxima importancia en las reivindicaciones autonómicas y regionales.
El gobierno civil a petición del Ministerio del Interior solicitó un informe y dictamen a La Real Academia de la Historia, la cual dio el visto bueno al cambio de nombre atendiendo a razones exclusivamente históricas, las cuales son de su competencia. Así como  el Servicio Provincial de Inspección y Asesoramiento de Corporaciones Locales que también lo hizo.
La tramitación del cambio se fue dilatando en el tiempo, provocando repetidas quejas contra la Administración.
Finalmente el 12 de septiembre de 1980 el Congreso de los Diputados aprobaba la proposición de Ley del Senado por la que la provincia de Logroño pasaba a denominarse Provincia de La Rioja. El día 15 de noviembre de 1980 era promulgada la Ley 57/1980 sobre el cambio de nombre. 
De esta manera la provincia recupera su nombre histórico. Ese nombre, el de La Rioja, que tantas veces se había podido leer desde la documentación  medieval.